# Khomeynishahr
Khomeynishahr (persiska: خمینی‌شهر) är en stad i den iranska provinsen Esfahan. Den ligger strax väster om den större staden Esfahan och har cirka en kvarts miljon invånare. Den är administrativt centrum för delprovinsen (shahrestan) med samma namn, Khomeynishahr.